# Anders Engberg (hundraelvaåring)
Anders Sigfrid Engberg, född den 1 juli 1892 i Morup, död den 6 november 2003, var en svensk lantbrukare och fram till mitten av juli 2019, då titeln övertogs av Carl Mattsson, den man som uppnått högst ålder i Sverige.
Engberg ärvde efter sin far båtsmanstorpet Bryntebo men försörjde sig även som dagsverksarbetare på andras jordbruk samt med att lägga halmtak innan han själv skaffade sig ett eget större jordbruk. Först som 104-åring flyttade han till ett serviceboende.
Engberg var vid sin död 111 år och 128 dagar gammal,, en ålder som dittills inte överträffats av någon annan svensk man och endast av fyra svenska kvinnor. Han överlevde två av sina egna fyra söner.